# Andrzej Gieraga
Andrzej Stanisław Gieraga (ur. 4 grudnia 1934 we wsi Śliwniki) – polski malarz, grafik, profesor ASP w Łodzi i Politechniki Radomskiej.

## Życiorys
- 1971: Dyplom z wyróżnieniem na Wydziale Tkaniny i Ubioru ASP w Łodzi[2]
- 1978–1980: wiceprzewodniczący Sekcji Malarskiej Związku Polskich Artystów Plastyków w Łodzi
- 1980–do rozwiązania: Prezes Okręgu Łódzkiego ZPAP[3]
- 1987–1990: prorektor ASP w Łodzi
- 1990: tytuł profesora
- 1990–2005: kierownik Katedry Kształcenia Ogólnoplastycznego w ASP w Łodzi[4]
- 1992: tytuł profesora zwyczajnego20121201
- 1994: profesor i kierownik na Wydziale Sztuki Politechniki Radomskiej[5]
- 2008: kierownik Katedry Malarstwa i Rysunku na Wydziale Sztuki ASP w Łodzi[2]

Autor Konkursu im. Wł. Strzemińskiego dla studentów ASP w Łodzi. Założyciel Galerii 261 w ASP w Łodzi.

### Odznaczenia
- 2012: Srebrny Medal „Zasłużony Kulturze Gloria Artis”[6]

## Wystawy[7]
- 1972: VI Festiwal Polskiego Malarstwa Współczesnego, Szczecin
- 1973: World Print Competition, San Francisco
- 1973: VI Złote Grono, Zielona Góra
- 1973: First British International Drawing Biennale, Middlesbrough
- 1974: Artyści Ziemi Łódzkiej, Segedyn
- 1975: Malarstwo, rysunek, grafika, Salon Sztuki Współczesnej, Łódź; Dom Sztuki, Rzeszów; BWA, Zamość; BWA, Zielona Góra
- 1977: Galeria Zapiecek, Warszawa; BWA, Białystok
- 1978: IV Ogólnopolska Wystawa Młodej Grafiki, Poznań
- 1979: IX Złote Grono, Zielona Góra
- 1980: Muzeum Ziemi Lubuskiej, Zielona Góra
- 1981: 35 Jubileuszowy Salon Zimowy, Radom
- 1982: 2eme Convergence Jeune Expression, Paryż
- 1984: Galeria Arsenał, Poznań
- 1985: Plener Artystów Polskich, Città d'arte, Talla
- 1986: Pittura Contemporanea Polacca, Neapol
- 1986: Art Cologne 20, Kolonia
- 1986: Muzeum Archeologiczne, Gdańsk; Muzeum Okręgowe, Chełm
- 1987: 19e Festival International de la Peinture, Château-Musée, Cagnes-sur-Mer
- 1987: BWA, Opole; Galeria Rzeźby, Warszawa
- 1989: Galeria Zapiecek, Warszawa; Polski Instytut Kulturalny, Sofia; Muzeum Śląskie, Katowice
- 1991: Zamek Książąt Pomorskich, Szczecin; BWA, Kraków
- 1992: Rotunda BWA, Sopot
- 1995: Muzeum Sztuki Współczesnej, Radom
- 1995: Konkrete Resultate, Beratzhausen, Monachium, Gmunden
- 1998: Konstruktive in Polen aus dem Museum Wiligrad e.V. Diagonal in Fläche und Raum, Fryburg Bryzgowijski
- 1999: Galeria Studio, Warszawa
- 2003: Geometrisch Konkret VI, Museum voor Constructieve en Concrete Kunst – Mondriaanhuis, Amersfoort
- 2004: 20 plenerów spod znaku geometrii, Katowice, Poznań, Elbląg
- 2004: Galerie Klinger, Görlitz; Werkstatt-Galerie Gundis und Heinz Friege, Remscheid; malarstwo i grafika, ASP Galeria 261, Łódź
- 2010: Wystawa pt. „Progresje i...”, Galeria na Piętrze, Koszalin
- 2011: Wystawa 14. Międzynarodowego Triennale Małe Formy Grafiki, Łódź[8]
- 2012: Wystawa „Małe formy graficzne”, Galeria Rogatka Wydziału Sztuki Politechniki Radomskiej[9]
- 2023: „Wspólność. Gieraga/Madera – czyli powinowactwa”, Molski Gallery & Collection, Poznań[10]

### Nagrody
- 1972: Festiwal Polskiego Malarstwa Współczesnego, Szczecin – nagroda główna
- 1973: Złote Grono, Zielona Góra – medal z wyróżnieniem, nagroda dziennikarzy
- 1973: III Ogólnopolska Wystawa Młodej Grafiki, Poznań – Nagroda Ministra Kultury i Sztuki
- 1974: Festiwal Polskiego Malarstwa Współczesnego, Szczecin – nagroda krytyki
- 1975: Złote Grono, Zielona Góra – I nagroda
- 1977: Złote Grono, Zielona Góra – I nagroda
- 1979: Złote Grono, Zielona Góra – Grand Prix
- 1980: Nagroda III stopnia Ministra Kultury i Sztuki za szczególne osiągnięcia w dziedzinie dydaktyczno-wychowawczej
- 1985: Premio Internazionale Apollo Musagete, Talla – medal
- 1987: Nagroda II stopnia Ministra Kultury i Sztuki za twórczość artystyczną oraz osiągnięcia w malarstwie i tworzenie nowych koncepcji plastycznych w polskiej sztuce współczesnej
- 1990: Nagroda I stopnia Ministra Kultury i Sztuki za szczególne osiągnięcia w dziedzinie dydaktyczno-wychowawczej
- 1997: III Triennale Grafiki Polskiej – nagroda ufundowana przez Prezydenta Miasta Katowice